# Роберт Сент-Олбанский
Роберт Сент-Олбанский (умер в 1187 году) — английский рыцарь-тамплиер, перешедший в ислам из христианства в 1185 году. После принятия ислама был назначен Салах ад-Дином военачальником. В 1187 году участвовал в решающей битве при Хаттине, а позже и в осаде Иерусалима и восстановлении власти мусульман над ним. 
Роберт был женат на племяннице Салах ад-Дина. Переход в ислам Роберта Сент-Олбанского вызвало значительную тревогу среди христиан и усилило недоброжелательность к Ордену тамплиеров.